# Bommavvanagathihalli, Chitradurga
Bommavvanagathihalli là một làng thuộc tehsil Chitradurga, huyện Chitradurga, bang Karnataka, Ấn Độ.